# Ålloluokta kapell
Ålloluokta kapell, eller Gustav Adolfs kapell, är en kyrkobyggnad i byn Ålloluokta, som är belägen på södra sidan om Stora Lulevatten i Jokkmokks kommun.
Efter att det kapell som funnits på orten sedan 1600-talet brunnit ner uppfördes en ny kyrkobyggnad på initiativ av komminister Gunnar Fastborg. Under kung Gustav VI Adolfs eriksgata 1952 uppkallades kapellet efter denne och vid tillfället skänkte kungen en bibel till församlingen. Kapellet invigdes av biskop Bengt Jonzon den 23 augusti 1953.